# Fuerte de Brégançon
El fuerte de Brégançon es una fortaleza medieval, situada a 35 m sobre el nivel del mar en un islote frente a la Riviera francesa, conectado por una pequeña calzada con el continente, en la comuna de Bormes-les-Mimosas, departamento de Var, Provenza-Alpes-Costa Azul. Ha sido el retiro oficial del Presidente de la República Francesa desde 1968.

## Historia

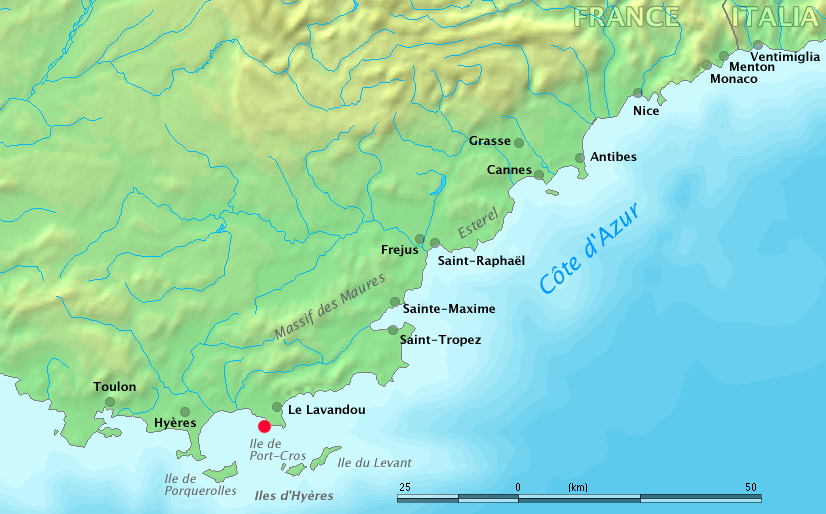
Ubicación del Fuerte de Brégançon

La isla ha estado ocupada durante mucho tiempo, debido en parte a su naturaleza de fácil defensa y a que permite una vista fácil del acceso al mar a Hyères y Tolón. La isla fue el sitio de un oppidum de Liguria en el siglo VI a. C.

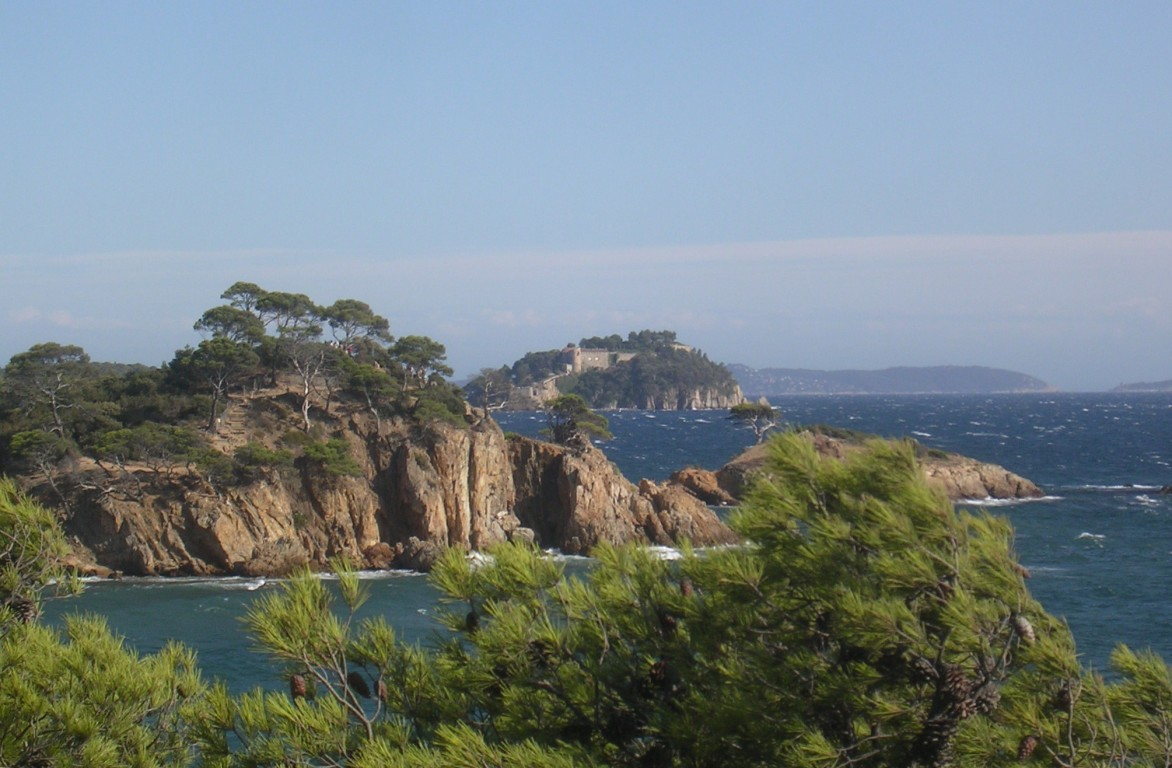
El fuerte visto desde la costa

En el siglo XI, el territorio pertenecía a lo vizcondes de Marsella, lugartenientes del Conde de Provenza, que lo vendió a la Comunidad de Marsella. En 1257, tras el matrimonio de la heredera Beatriz de Provenza con Carlos I de Anjou, hermano del rey Luis IX, la isla pasó a formar parte del Reino de Francia. Posteriormente, Carlos se convirtió en rey de Sicilia y, por lo tanto, comenzó un programa de mejora de la defensa marítima, incluido el fuerte de Brégançon. En 1348, después de una estancia en Brégançon, la reina Juana de Nápoles y Sicilia donó Brégançon a Jacques de Galbert, armador con sede en Marsella a quien había nombrado vicealmirante de Provenza, por ley de 31 de julio de 1348. En 1366 revocó el Acta, devolviendo Brégançon a la corona de Sicilia.
En 1480, Carlos de Maine, último gobernante de Provenza, legó su condado al rey Luis XI de Francia. Después de que el rey confiara Brégançon a los capitanes provenzales, el actual fuerte fue construido en la isla en 1483 por Jean de Baudricourt en el marco de la defensa costera de la monarquía francesa. En 1574, el rey Enrique III de Francia donó Brégançon mediante cartas patentes a Antoine Escalin des Aymars, barón de la guardia, capitán general de las galeras. El fuerte y la finca fueron separados en 1786. Napoleón Bonaparte se interesó por Brégançon tras la reconquista de Tolón y, tras las primeras reparaciones, lo dotó de una artillería mejorada y reforzó la guarnición con una compañía de veteranos imperiales.
Después de la guerra franco-prusiana de 1870, el Ministerio de la Guerra encargó una obra para que el fuerte pudiera recibir artillería moderna y un polvorín, sin afectar el aspecto exterior de la fortaleza. Permitieron que una pequeña guarnición ocupara el fuerte durante la Primera Guerra Mundial, pero fue dado de baja en 1919. A partir de la década de 1920, excluyendo el período de la Segunda Guerra Mundial, la República Francesa alquiló el fuerte a varios particulares, siendo el último un exministro de Marina de la Tercera República, Robert Bellanger, quien con aprobación restauró el fuerte para convertirlo en una cómoda residencia privada conservando su aspecto original.

## Residencia presidencial
Después de la expiración del contrato de arrendamiento de Bellanger en 1963, el estado tomó posesión del fuerte. Se convirtió en residencia presidencial en 1968 durante la presidencia de Charles de Gaulle (1890-1970). En 1985, François Mitterrand invitó al canciller Helmut Kohl a Brégançon.
Fue utilizado una sola vez por el presidente Nicolas Sarkozy y su entonces esposa Cécilia Ciganer-Albéniz. Desde 2007, La Lanterne en Yvelines también se utiliza como retiro. También fue utilizado una sola vez por el presidente François Hollande y su pareja Valérie Trierweiler, en el verano de 2012, cuando se descubrió que no era lo suficientemente privado, un blanco demasiado fácil para los paparazzi.
En octubre de 2013, se anunció que se convertiría en monumento nacional abierto al público, en un esfuerzo por reducir el gasto estatal. El mantenimiento y la dotación de personal de la propiedad cuestan 200.000 euros al año. En cambio, La Lanterne se convirtió en el retiro oficial del presidente de Francia.
El fuerte, sin embargo, permaneció en uso como retiro oficial del presidente de la República Francesa. Emmanuel Macron ha recibido solo a unos pocos dignatarios extranjeros, incluidos los siguientes:
- 3 de agosto de 2018 – Primera ministra Theresa May del Reino Unido[3]
- 19 de agosto de 2019 – Presidente Vladímir Putin de Rusia[4]
- 20 de agosto de 2020 – Canciller Angela Merkel de Alemania[5]